# نوفل بن معاوية الدؤلي الكناني
نوفل بن معاوية بن عروة بن صخر الدؤلي الكناني، من صحابة النبي محمد، أسلم وشهد معه فتح مكة، نزل المدينة وتوفي فيها في عهد يزيد بن معاوية.

## نسبه ونشأته
هو: نوفل بن معاوية بن عروة بن صخر بن يعمر بن نفاثة بن عدي بن الدئل بن بكر بن عبد مناة بن كنانة الديلي الكناني.
كان معاوية أَبُو نَوْفَل عَلَى بني الدئل من بني بكر من كنانة في حرب الفجار، ولهُ يقول تأبط شرا:

| فَلاَ وَأَبِيهَا مَا نَزَلْنَا بعَامِرٍ |  | وَلاَ عامرٍ النّفَاثِيِّ نَوفَلِ |

وكان ابنه سَلْمَى بن نَوْفل أَجودَ العربِ وسيدا من سادات كنانة، وله يقول الشاعر الجعفرِيُّ:

| يُسَوَّدُ أَقْوَامٌ وَلَيْسُوا بسادةٍ |  | بَل السَّيِّدُ المحمودُ سَلْمَى بن نَوفَلِ |

## إسلامه وسيرته
قال ابن شاهين أسلم في الفتح وحج مع أبي بكر الصديق سنة تسع ومع النبي صلى الله عليه و سلم سنة عشر وكان قد بلغ المائة وقال أبو عمر كان ممن عاش في الجاهلية ستين سنة وفي الإسلام ستين سنة وفي كتاب مكة لصاحبه الفاكهي الكناني من طريق أبي بكر بن أبي سبرة عن موسى بن سعد عن نوفل بن معاوية الدئلي قال رأيت المقام في عهد عبد المطلب بن هاشم ملصقا بالبيت مثل المهاة قال أبو أحمد العسكري كان أبوه معاوية بن عروة الدؤلي يوم الفجار رئيس الدئل وله في ذلك قصة وأسلم وشهد مع النبي صلى الله عليه و سلم فتح مكة ثم نزل المدينة ومات بها.
و عن نوفل بن معاوية أنه أسلم وتحته خمس نسوة فقال له النبي صلى الله عليه وآله وسلم أمسك أربعا وفارق الأخرى.'
وَكَانَ نَوْفَل بن معاوية قد شَهِدَ معركة بدر مع المشركين من قريش، وشَهِدَ معهم أُحدًا، والخَنْدَقَ، وكان له ذكرٌ ونكايَةٌ، فأسلَمَ بعد ذلك، وشَهِدَ مع رسول الله صَلَّى الله عليه وسلم، فَتْحَ مكة، وشهد معه حُنَيْنًا والطائِفَ، ونزل المدينةَ في بني الدِّيل، وَحَجَّ مع أبي بكر الصّدِيق سنة تسع، وحجّ مع النبي صَلَّى الله عليه وسلم، سنة عَشْر.
روى عن النبي صلى الله عليه و سلم وروى عنه عراك بن مالك وعبد الرحمن بن مطيع وأبو بكر بن عبد الرحمن بن الحارث وحديثه في البخاري ومسلم والنسائي

## قصته في عفو النبي عن أنس بن زنيم
قال: أخبرنا محمد بن عمر قال: حدّثني حزام بن هشام بن خالد الكعبي عن أبيه قال: لما قدم ركب خزاعة على رسول الله صَلَّى الله عليه وسلم يستنصرونه، فلما فرغوا من كلامهم قالوا: يا رسول الله، إن أنس بن زُنَيْم الديلي قد هَجَاك. فَنَذَر رسول الله صَلَّى الله عليه وسلم، دمه، فلما كان يوم الفتح أسلم أنس، وأتى رسول الله صَلَّى الله عليه وسلم، يعتذر إليه مما بلغه، وكلمه فيه نوفل بن معاوية الدِّيلي، وقال: أنت أولى الناس بالعفو، وَمَنْ مِنَّا لَمْ يُؤْذِك ولم يعادك، ونحن في جاهلية، لاَ نَدْرِي ما نأخذ وما ندع، حتى هَدَانا الله بك وأنقذنا من الهَلَكَة. فقال رسول الله صَلَّى الله عليه وسلم: "قد عفوتُ عنه"(*). فقال نَوفل: فداك أَبي وأُمّى.

## مشورته للنبي في حصار الطائف
عن أبي هريرة رضي الله عنه قال: لما مضت خمس عشرة من حصار الطائف استشار رسول الله صلى الله عليه وسلم نوفل بن معاوية الدئلي اكلناني رضي الله عنه فقال: يا نوفل ما ترى في المقام عليهم؟ قال: يا رسول الله ثعلب في جحر إن أقمت عليه أخذته وإن تركته لم يضرك.

## وفاته
مات نوفل بن معاوية الكناني رضي الله عنه في المدينة المنورة في خلافة يزيد بن معاوية بعدما ذكر أنه عاش حوالي 120 سنة.